# Cepheus transversalis
Cepheus transversalis är en kvalsterart som beskrevs av Balogh 1958. Cepheus transversalis ingår i släktet Cepheus och familjen Cepheidae. Inga underarter finns listade i Catalogue of Life.